# Hermippus valentinus
Espèce
Hermippus valentinus est une espèce d'araignées aranéomorphes de la famille des Zodariidae.

## Distribution
Cette espèce est endémique de la région de Tanga en Tanzanie. Elle se rencontre dans le district de Muheza.

## Description
Le mâle holotype mesure 8,92 mm et la femelle paratype 11,76 mm.

## Systématique et taxinomie
Cette espèce a été décrite par Logghe et Jocqué en 2023.

## Publication originale
- Logghe & Jocqué, 2023 : « A new species of Hermippus Simon, 1893 from Tanzania and the description of the male of H. septemguttatus Lawrence, 1942 (Araneae, Zodariidae). » Journal of the Belgian Arachnological Society, vol. 38, no 2, p. 91-115.